# 1895
1895. је била проста година.

## Догађаји

### Март
- 22. март — Пионири филма браћа Огист и Луј Лимијер демонстрирали су у Паризу први пут покретне слике, употребивши целулоидну траку.

### Април
- 17. април — Споразумом у Шимоносекију завршен је Први кинеско-јапански рат, по ком је Кина је признала независност Кореје, а острво Формозу (Тајван) предала Јапану.

## Рођења

### Фебруар
- 21. фебруар — Милан Кашанин, српски историчар уметности. († 1981)

### Април
- 3. април — Марко Орешковић, хрватски комуниста и народни херој. († 1941)

### Септембар
- 7. септембар — Жак Ваше, француски дадаиста. († 1919)
- 25. септембар — Аугуст фон Гедрих, немачки бициклиста. (†1942)

### Октобар
- 4. октобар — Ђовани Брунеро, италијански бициклиста. (†1934)
- 4. октобар — Бастер Китон, амерички глумац

## Смрти

### Фебруар
- 2. фебруар — Љубомир Ненадовић, српски књижевник. (* 1826)

### Март
- 2. март — Берта Моризо, француска сликарка. (* 1841)

### Август
- 5. август — Фридрих Енгелс, немачки социолог, филозоф и револуционар. (*1820).

### Септембар
- 28. септембар — Луј Пастер, француски биолог и хемичар. (* 1822)

### Новембар
- 27. новембар — Александар Дима Син, француски књижевник